# Seul'
Il Seul' (in russo Сеуль?), che nell'alto corso si chiama Vynt'ja (Вынтья), è un fiume della Russia, nella Siberia occidentale, affluente di sinistra dell'Ob'. Scorre nel Chanty-Mansijskij rajon del Circondario autonomo degli Chanty-Mansi-Jugra. 
Il fiume ha origine in una zona paludosa e scorre, nell'alto corso, in direzione sud-orientale; dopo aver ricevuto l'affluente destro Vaspuchol' (lungo 83 km) gira a nord-est. Alla confluenza da destra con il Pottym (80 km) si dirige a est fino a sfociare nel canale Gornaja (sul lato sinistro dell'Ob'), a nord-ovest del piccolo insediamento di Jagur'jach. La lunghezza del Seul' è di 254 km. L'area del bacino è di 3780 km².